# La Femme (Band)
La Femme ist eine französische Psychedelic-Band.

## Geschichte
La Femme wurde von dem Keyboarder Marlon Magnée und dem Gitarristen Sacha Got in Biarritz gegründet. Die restlichen Bandmitglieder stießen später dazu, darunter auch der Bassist Sam Lefevre sowie die Schlagzeuger Noé Delmas und Lucas Nunez. Die Band gab sich im Jahr 2010 den Namen „La Femme“. Über das Internet wurden die Bandmitglieder auf die spätere Sängerin Clémence Quélennec aufmerksam. Weitere Mitglieder sind Clara Luciani, Jane Peynot und Marilou Chollet.
La Femme veröffentlichte ihre erste EP im Jahr 2010, gefolgt von der EP Le podium #1 im Jahr 2011, die während des „Festival des Inrocks“ produziert wurde. Eine dritte EP mit dem Titel La Femme wurde im Februar 2013 veröffentlicht. Das Debütalbum Psycho Tropical Berlin wurde am 8. April 2013 veröffentlicht. Im Februar 2014 wurde die Band mit dem französischen Preis Victoires de la Musique in der Kategorie „Album révélation“ ausgezeichnet. Am 2. September 2016 veröffentlichte die Gruppe ihr zweites Album Mystère. Das dritte Album mit dem Namen Paradigmes veröffentlichte La Femme am 2. April 2021. Im November 2022 veröffentlichte die Band das Album Teatro Lúcido, in dem sie das erste Mal auch spanische Lyriks integrierten. Im Mai 2023 wurde das Album Paris-Hawaï herausgegeben. Am 11. Oktober veröffentlichten La Femme ihr erstes englischsprachiges Album Rock Machine.

## Stil
Die Musik der Band lässt sich beschreiben als synthetisch und hypnotisch, beeinflusst durch Velvet Underground, Kraftwerk und einer Mischung aus Cold Wave, Punk, Yéyé und Surfmusik.

## Diskografie

### Alben
| Jahr | Titel Musiklabel                     | Höchstplatzierung, Gesamtwochen, AuszeichnungChartplatzierungen (Jahr, Titel, Musiklabel, Platzierungen, Wochen, Auszeichnungen, Anmerkungen) | Höchstplatzierung, Gesamtwochen, AuszeichnungChartplatzierungen (Jahr, Titel, Musiklabel, Platzierungen, Wochen, Auszeichnungen, Anmerkungen) | Höchstplatzierung, Gesamtwochen, AuszeichnungChartplatzierungen (Jahr, Titel, Musiklabel, Platzierungen, Wochen, Auszeichnungen, Anmerkungen) | Anmerkungen                                                     |
| Jahr | Titel Musiklabel                     | FR | BEW | CH | Anmerkungen                                                     |
| ---- | ------------------------------------ | --- | --- | --- | --------------------------------------------------------------- |
| 2013 | Psycho Tropical Berlin Disque Pointu | FR33 (20 Wo.)FR | — | — | Erstveröffentlichung: 8. April 2013                             |
| 2016 | Mystère Disque Pointu                | FR9 Gold · (16 Wo.)FR | BEW38 (10 Wo.)BEW | CH74 (1 Wo.)CH | Erstveröffentlichung: 2. September 2016 Verkäufe: + 50.000      |
| 2021 | Paradigmes Disque Pointu             | FR14 (9 Wo.)FR | BEW17 (6 Wo.)BEW | CH35 (1 Wo.)CH | Erstveröffentlichung: 2. April 2021                             |
| 2022 | Teatro Lúcido Disque Pointu          | FR32 (8 Wo.)FR | BEW80 (1 Wo.)BEW | — | Erstveröffentlichung: 4. November 2022 spanischsprachiges Album |
| 2024 | Rock Machine Disque Pointu           | FR26 (5 Wo.)FR | BEW81 (1 Wo.)BEW | — | Erstveröffentlichung: 11. Oktober 2024                          |

### EPs
| Jahr | Titel Musiklabel        | Höchstplatzierung, Gesamtwochen, AuszeichnungChartplatzierungen (Jahr, Titel, Musiklabel, Platzierungen, Wochen, Auszeichnungen, Anmerkungen) | Höchstplatzierung, Gesamtwochen, AuszeichnungChartplatzierungen (Jahr, Titel, Musiklabel, Platzierungen, Wochen, Auszeichnungen, Anmerkungen) | Höchstplatzierung, Gesamtwochen, AuszeichnungChartplatzierungen (Jahr, Titel, Musiklabel, Platzierungen, Wochen, Auszeichnungen, Anmerkungen) | Anmerkungen                            |
| Jahr | Titel Musiklabel        | FR | BEW | CH | Anmerkungen                            |
| ---- | ----------------------- | --- | --- | --- | -------------------------------------- |
| 2013 | Hypsoline Disque Pointu | FR153 (1 Wo.)FR | — | — | Erstveröffentlichung: 17. Februar 2013 |

Weitere EPs
- 2010: La femme
- 2011: Le podium #1

### Singles
| Jahr | Titel Album                           | Höchstplatzierung, Gesamtwochen, AuszeichnungChartplatzierungen (Jahr, Titel, Album, Platzierungen, Wochen, Auszeichnungen, Anmerkungen) | Höchstplatzierung, Gesamtwochen, AuszeichnungChartplatzierungen (Jahr, Titel, Album, Platzierungen, Wochen, Auszeichnungen, Anmerkungen) | Höchstplatzierung, Gesamtwochen, AuszeichnungChartplatzierungen (Jahr, Titel, Album, Platzierungen, Wochen, Auszeichnungen, Anmerkungen) | Anmerkungen                         |
| Jahr | Titel Album                           | FR | BEW | CH | Anmerkungen                         |
| --- | ------------------------------------- | --- | --- | --- | ----------------------------------- |
| 2016 | Sphynx Mystère                        | FR103 (2 Wo.)FR | — | — | Erstveröffentlichung: 18. März 2016 |
| 2016 | Où va le monde? Mystère               | FR134 Gold · (4 Wo.)FR | — | — | Erstveröffentlichung: 3. Juni 2016  |
| 2021 | Le sang de mon prochain Paradigmes    | FR126 (1 Wo.)FR | — | — | Erstveröffentlichung: 17. März 2021 |
| Folgende Lieder erschienen nicht als Single, wurden aber durch das Album zum Download und Streaming bereitgestellt und konnten somit eine Platzierung erlangen: |                                       | | | |                                     |
| |                                       | | | |                                     |
| 2013 | Sur la planche Psycho Tropical Berlin | FR107 (5 Wo.)FR | — | — | Charteinstieg: 20. April 2013       |
| 2016 | Septembre Mystère                     | FR170 (2 Wo.)FR | — | — | Charteinstieg: 3. September 2016    |
| 2021 | Elle ne t’aime pas Mystère            | FR114 Platin · (4 Wo.)FR | — | — | Charteinstieg: 3. Dezember 2021     |

Weitere Singles
- 2011: From Tchernobyl with Love
- 2012: Télégraphe
- 2022: Sacate la

## Auszeichnungen für Musikverkäufe
| Goldene Schallplatte - Frankreich - 2025: für das Lied Tatiana |

Anmerkung: Auszeichnungen in Ländern aus den Charttabellen bzw. Chartboxen sind in ebendiesen zu finden.
| Land/RegionAuszeichnungen für Musikverkäufe (Land/Region, Auszeichnungen, Verkäufe, Quellen) | Gold     | Platin  | Verkäufe | Quellen         |
| -------------------------------------------------------------------------------------------- | -------- | ------- | -------- | --------------- |
| Frankreich (SNEP)                                                                            | 3× Gold3 | Platin1 | 850.000  | snepmusique.com |
| Insgesamt                                                                                    | 3× Gold3 | Platin1 |          |                 |

## Film
- La Femme zu Gast bei Ground Control. Regie: Thierry Gautier, Sylvain Leduc. Arte, Frankreich, 2021